# Танагра чорнолоба
Тана́гра чорнолоба (Tangara desmaresti) — вид горобцеподібних птахів родини саякових (Thraupidae). Ендемік Бразилії. Вид названий на честь французького зоолога Ансельма Гаетана Демаре.

## Опис

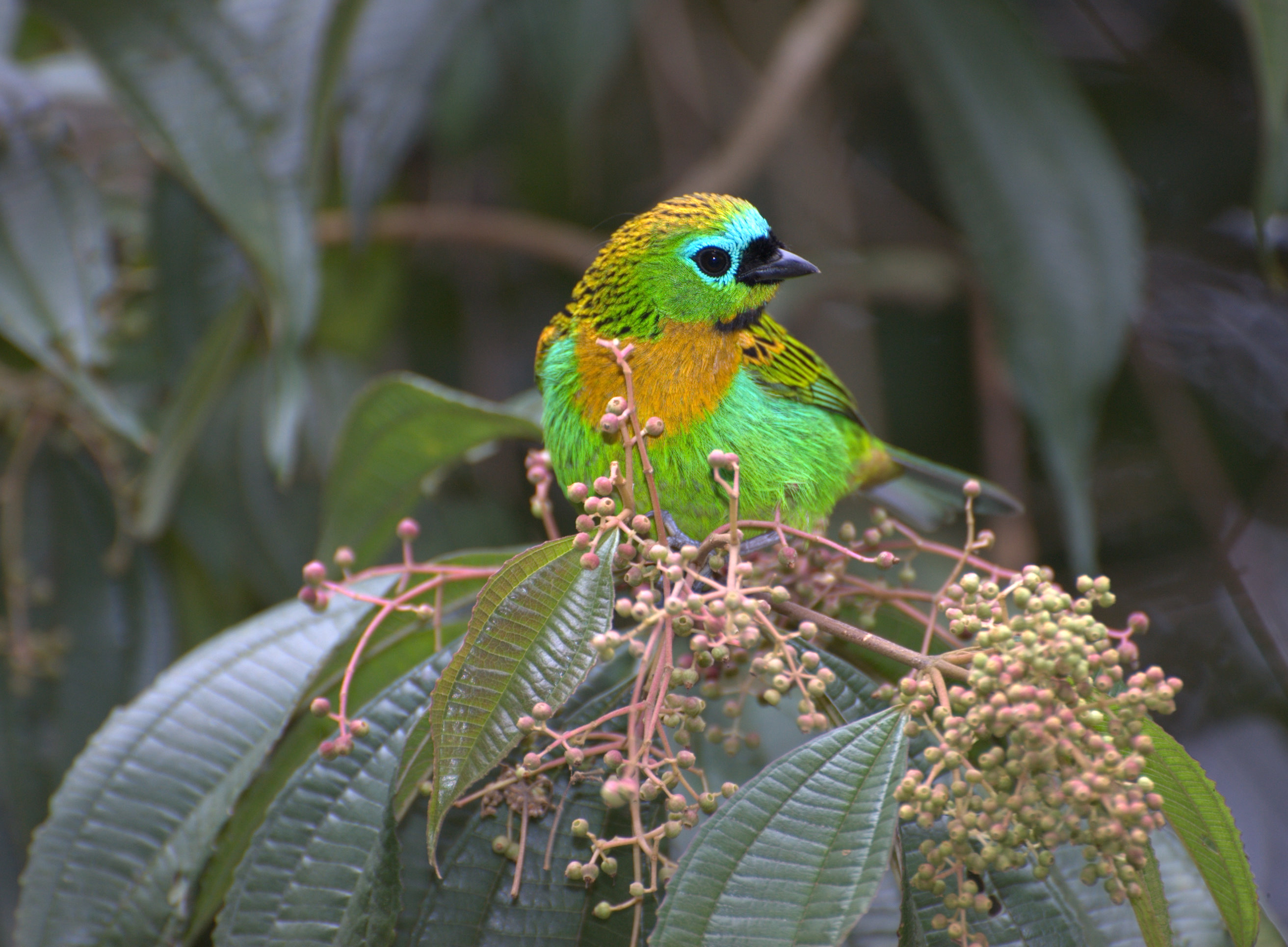
Чорнолоба танагра

Довжина птаха становить 13 см, вага 19-21,5 г. Верхня частина голови і спина жовті, поцятковані чорними смугами. Скроні і щоки зелені, лоб і кільця навколо очей бірюзові, навколо дзьоба чорна пляма. Крила, нідхвістя і хвіст зелені, поцятковані чорними смугами. Верхні покривні пера крил мають жовті кінчики. На горлі чорна пляма, груди оранжеві, живіт жовтий, нижня частина живота зелена, боки бірюзово-зелені. Виду не притаманний статевий диморфізм.

## Поширення і екологія
Чорнолобі танагри мешкають на східному узбережжі Бразилії, від півдня Еспіріту-Санту і південного сході Мінас-Жерайса до південного сходу Санта-Катарини. Вони живуть в кронах вологих атлантичних лісів та на узліссях. Зустрічаються парами або зграйками до 12 птахів, переважно на висоті від 800 до 1800 м над рівнем моря. Живляться плодами і комахами. Гніздо чашоподібне, робиться з сухого бамбукового листя, розміщується на дереві, в розвилці між гілками, на висоті від 0,6 до 9 м над землею. Яйця білуваті, поцятковані сірими плямкам, інкубаційний період триває 12-13 днів.